# 中大西洋區太空空港

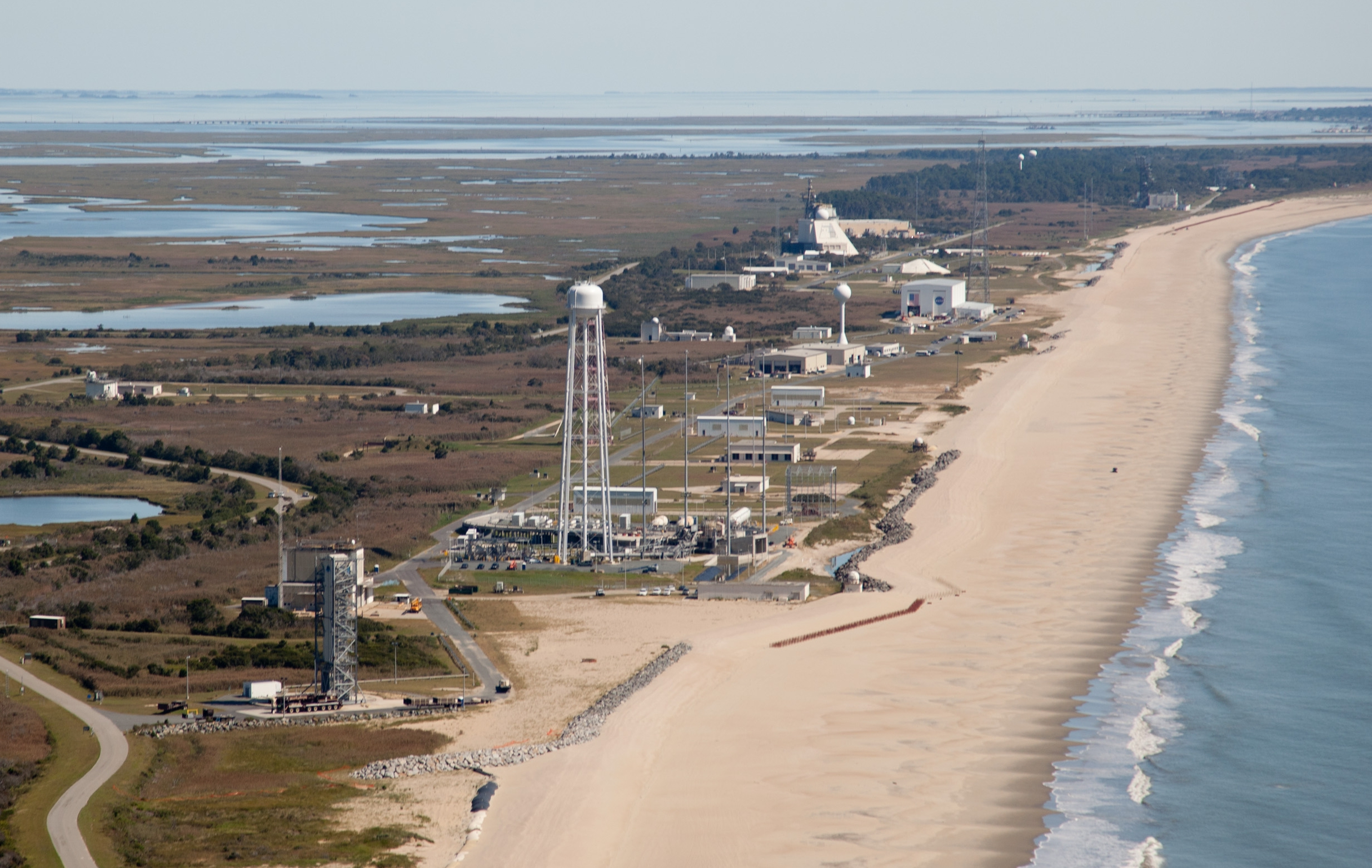
中大西洋區太空空港與美國國家航空暨太空總署的瓦勒普斯飛行基地，2012年9月。

中大西洋區太空空港（Mid-Atlantic Regional Spaceport，MARS）位於德瑪瓦半島，其地屬於維吉尼亞州。它位於美國國家航空暨太空總署的瓦勒普斯飛行基地的南端，是一座商業性的太空飛行基地。

## 背景
2003年7月維吉尼亞州與馬里蘭州的州長簽署了協議，合作於瓦勒普斯島上經營一座商業性太空飛行基地。當時稱為維吉尼亞太空飛行基地，在聯邦、州、私人資金的支持下建立。

## 設備

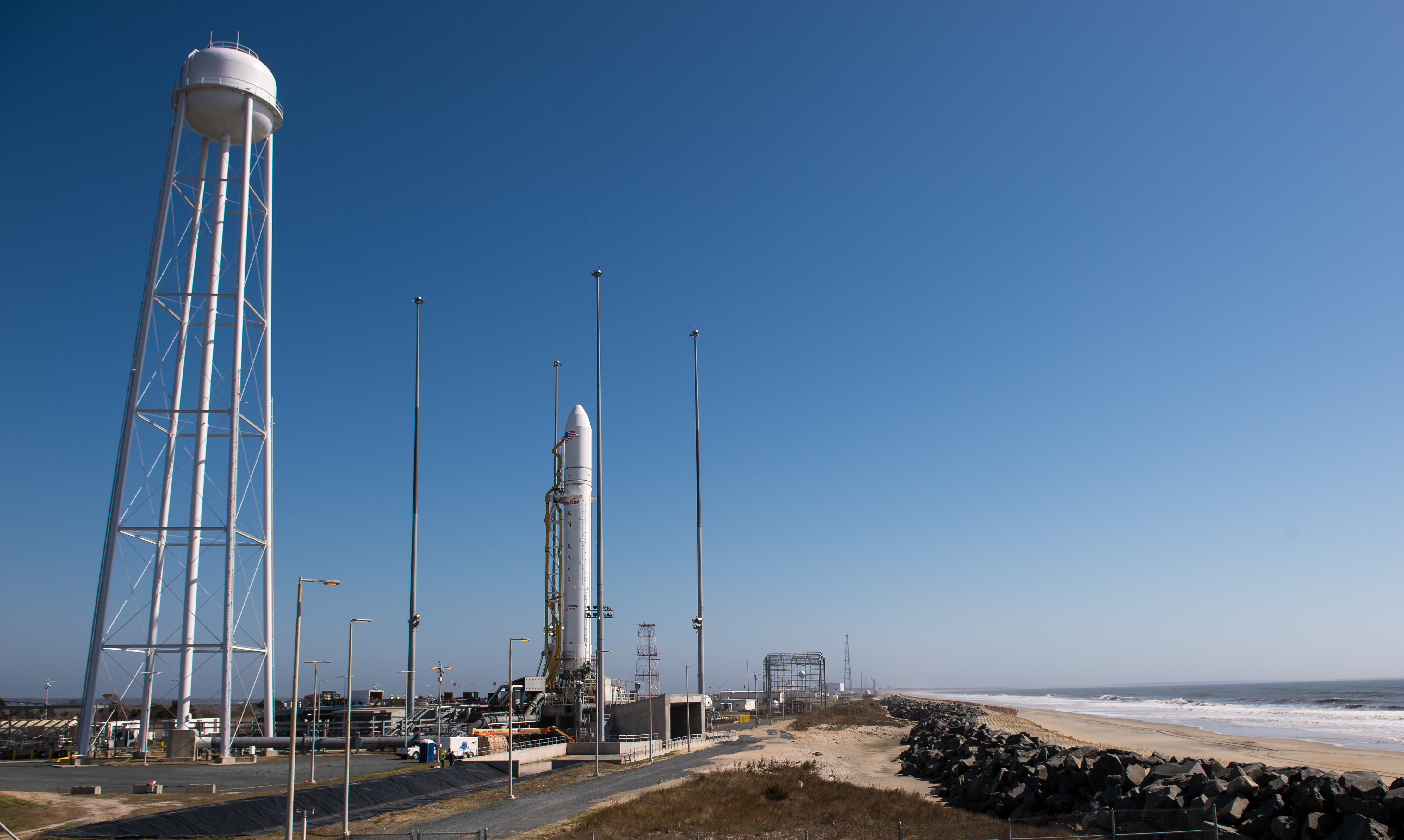
發射台 OA 與安塔瑞斯火箭。左方水塔係供水以抑制聲音之用。

中大西洋區太空空港有兩座發射台，計畫中有第三座發射台但是未曾興建。發射台 0A (LP-0A) 僅在1995年用於發射 Conestoga 火箭 ，於2008年9月拆除 ，之後又重建以供軌道科學公司的安塔瑞斯火箭使用。發射台 0B (LP-0B) 在1999年投入使用，並於2004年升級 ，現供米諾陶系列運載火箭使用。

## 發射歷史
雖然瓦勒普斯島從1950年代開始就有火箭發射，但由中大西洋區太空空港所發射的第一枚火箭是在2006年12月16日格林威治標準時間12點所發射，軌道科學公司的米諾陶一號火箭，運載美國空軍的TacSat-2以及航空及太空總署的GeneSat-1衛星。

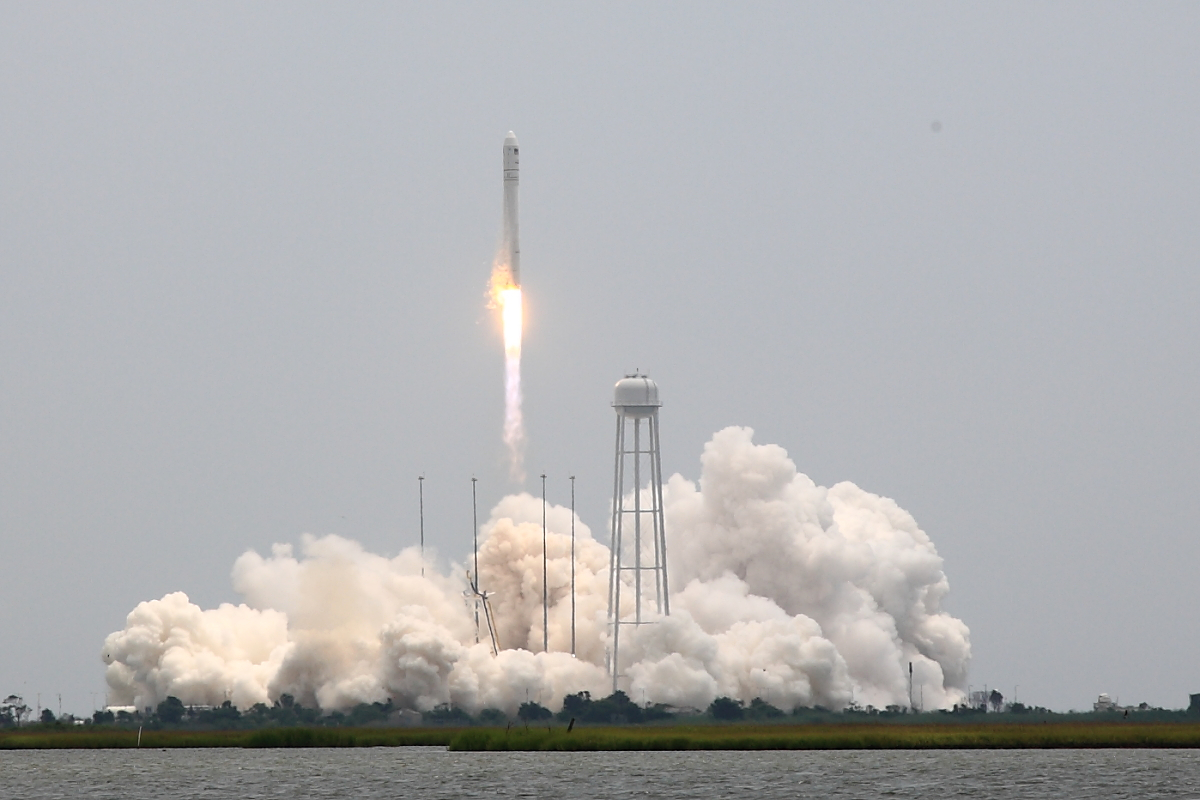
2014年7月13日發射的安塔瑞斯火箭

| 發射     | 日期（世界協調時間） | 運載火箭       | 酬載                                | 發射台 | 結果               | 備註                                           |  |
| -------- | -------------------- | -------------- | ----------------------------------- | ------ | ------------------ | ---------------------------------------------- |  |
| 1        | 2006年12月16日 12:00 | 米諾陶一號火箭 | TacSat-2 / GeneSat-1                | LP-0B  | 成功               |                                                |  |
| 2        | 2007年4月24日 06:48  | 米諾陶一號火箭 | NFIRE                               | LP-0B  | 成功               |                                                |  |
| 3        | 2009年5月19日 23:55  | 米諾陶一號火箭 | TacSat-3                            | LP-0B  | 成功               |                                                |  |
| 4        | 2011年6月30日 03:09  | 米諾陶一號火箭 | USAF ORS-1 Satellite                | LP-0B  | 成功               |                                                |  |
| 5        | 2013年4月21日 21:00  | 安塔瑞斯火箭   | 天鵝座宇宙飛船實重模型              | LP-0A  | 成功               |                                                |  |
| 6        | 2013年9月7日 03:27   | 米諾陶五號火箭 | LADEE往月球軌道的任務               | LP-0B  | 成功               |                                                |  |
| 7        | 2013年9月18日 14:58  | 安塔瑞斯火箭   | 天鵝座宇宙飛船 Orb-D1 COTS 測試任務 | LP-0A  | 成功               |                                                |  |
| 8        | 2013年11月19日20:15  | 米諾陶一號火箭 | ORS 3, STPSat3                      | LP-0B  | 成功               |                                                |  |
| 9        | 2014年1月9日 18:07   | 安塔瑞斯火箭   | 天鵝座宇宙飛船CRS Orb-1             | LP-0A  | 成功               | 第一次由天鵝座宇宙飛船進行的國際太空站補給任務 |  |
| 10       | 2014年7月13日 16:52  | 安塔瑞斯火箭   | 天鵝座宇宙飛船 CRS Orb-2            | LP-0A  | 成功               | 國際太空站補給任務                             |  |
| 11       | 2014年10月28日       | 安塔瑞斯火箭   | 天鵝座宇宙飛船 CRS Orb-3            | LP-0A  | 失敗               | 國際太空站補給任務                             |  |
| 預定發射 |                      |                |                                     |        |                    |                                                |  |
|          | 2015年1月            | 安塔瑞斯火箭   | 天鵝座宇宙飛船 CRS Orb-4            | LP-0A  | 國際太空站補給任務 | 更新至2014-10-29                               |  |

## 外部連結
- Map: 37°50′36″N 75°28′41″W / 37.84333°N 75.47806°W
- Mid-Atlantic Regional Spaceport web site
- Mid-Atlantic Regional Spaceport Implementation Plan, April 2004
- Wallops Flight Facility site（页面存档备份，存于）